# محمد علي باشا البقلي
محمد علي باشا البقلي (زاوية البقلي، المنوفية، 1813 ـ الحبشة، 1876) جراح مصري، هو أول مدير مصري لمدرسة طب القصر العيني.

## نشأته وتعليمه
ولد محمد علي بن السيد علي الفقيه البقلي بن السيد محمد الفقيه البقلي في قرية زاوية البقلي بمديرية المنوفية (إحدى قرى مركز الشهداء بالمنوفية حاليًا) سنة 1228 هـ/1813 م، وتعلم مبادئ القراءة والكتابة وحفظ القرآن بكتاب القرية، ثم التحق في التاسعة من عمره بمدرسة أبى زعبل التي أنشأها الوالي محمد علي باشا، وفيها تعلم لمدة 3 سنوات، ثم وقع عليه الاختيار ليكون من أوائل تلاميذ مدرسة الطب عند تأسيسها على يد كلوت بك سنة 1827، وفي سنة 1832، سافر البقلي مع زملائه الإثنى عشر إلى فرنسا، فالتحق بمدرسة باريس الطبية، وبذل غاية جهده في تحصيل علومها، وشهد له أساتذته بالتفوق على سائر رفاقه، مع كونه أصغرهم سنًا.
قدم البقلي في الامتحان الخطي رسالة طبية في الرمد الصديدى المصري، فمنح الإجازة وعاد إلى مصر، ليعين أستاذًا للجراحة بمدرسة الطب، واشتهر بها شهرة فائقة، ثم عُطلت مدرسة الطب في عهد عباس الأول، قبل أن يعاد افتتاحها في عهد سعيد باشا، الذي عينه وكيلًا للمدرسة، واتخذه طبيبًا خاصًا له. وفي عهد إسماعيل باشا عُين البقلي رئيسًا للمدرسة والمستشفى، وكلفه بتأليف الكتب الطبية بالعربية، ووضع تحت تصرفه عشرة من الخبراء في المصطلحات الطبية.

## مؤلفاته
- روضة النجاح الكبرى في العمليات الجراحية الصغرى (1259 هـ/ 1843 م): وكُتب على غلافه على طريقة السجع المتبعة آنذاك: «روضة النجاح الكبرى في العمليات الجراحية الصغرى، تأليف راجي عفو المولى الكريم، محمد علي البقلي الحكيم، معلم العمليات الجراحية بمدرسة الطب الإنساني وجراح بالاسبتالية الكبرى بقصر العيني، ابن السيد علي جويلي، ابن المرحوم العالم العلامة السيد محمد جويلي البقلي، غفر الله له ولوالديه وللمسلمين أجمعين».[2]
- غرر النجاح في أعمال الجراح (في جزءين، 1262 هـ / 1845 م)
- غاية الفلاح في فن الجراح (في مجلدين، 1282 هـ / 1865 م)
- نشر الكلام في جراحة الأقسام (لم يُطبع)[2]

## مجلة اليعسوب
أصدر البقلي باشا مجلة شهرية اسمها «اليعسوب» سنة 1865م، وكانت أول مجلة طبية تصدر بالعربية، ومحفوظ منها مجلد بدار الكتب المصرية.

## إبنه
الطبيب أحمد حمدي البقلي

## وفاته
سافر البقلي باشا إلى الحبشة مع الجيش المصري الذي شارك في حرب الحبشة، وكان في معية الأمير حسن، ابن الخديو إسماعيل، والسردار راتب باشا، وهناك توفي سنة 1293 هـ / 1876 م، ولا يعلم أحد مكان ضريحه.